# إيبسن بينهيرو
إيبسن بينهيرو هو محامي وصحفي وسياسي برازيلي، ولد في 5 يوليو 1935 في ساو بورخا، ريو جراندي دو سول في البرازيل، وتوفي في 24 يناير 2020 في بورتو أليغري في البرازيل بسبب نوبة قلبية. نشط حزبياً في حزب الحركة الديمقراطية ‏. في 1986 Brazilian parliamentary election ‏، انتخب عضو مجلس النواب البرازيلي ‏ عن دائرة Rio Grande do Sul ‏.